# Tony Scott
Anthony "Tony" David Scott (Stockton-on-Tees, Inglaterra, 21 de junio de 1944 - Los Ángeles, California, Estados Unidos, 19 de agosto de 2012) fue un director y productor de cine británico. Sus películas se encuentran entre el drama y la comedia pero casi siempre en el género de acción como Top Gun (1986), El último boy scout (1991) o Days of Thunder (1990), y en el género del thriller como Enemigo público (1998), Spy Game (2001) o Unstoppable (2010).
Scott fue el hermano menor del director de cine Sir Ridley Scott. Ambos se graduaron en el Royal College of Art de Londres. En 1995, Tony y Ridley recibieron el Premio BAFTA por  su Contribución Británica Excepcional al Cine. En 2010, recibieron el premio Britannia BAFTA por su contribución mundial al Filmmed Entertainment. Se suicidó el 19 de agosto de 2012, saltando del puente Vincent Thomas en San Pedro, California.

## Biografía

### Primeros años
Nació en Stockton-on-Tees en las tierras de labranza del norte de Inglaterra. Las primeras relaciones de Tony Scott con la producción de cine no fueron detrás de la cámara, sino delante de ella. A los 16 años apareció en Boy and Bicycle, un cortometraje que suponía el debut como director de su, por entonces con 23 años, hermano Ridley. Siguiendo los pasos de su hermano, Tony se graduó primero en West Hartlepool College of Art y después en Sunderland Art School con un título en bellas artes. Intentando convertirse en pintor, fue el éxito de la creciente compañía de producción de anuncios de televisión de su hermano, Ridley Scott Associates (RSA), la que cambiaría su atención hacia el cine. Tony quería hacer documentales al principio. Y le dije, 'No vayas a la BBC, ven conmigo primero.' Yo sabía que él tenía afición por los coches, así que le dije 'Ven a trabajar conmigo y en un año tú tendrás un Ferrari'. Y lo hizo".
En el transcurso de las siguientes dos décadas, Scott dirigiría literalmente miles de anuncios de televisión para RSA, mientras él también supervisaba las operaciones de la compañía durante los periodos en los que su hermano estaba desarrollando su carrera fílmica, finalmente en marcha con Los duelistas en 1977 y Alien, el octavo pasajero en 1979. Tony también tuvo tiempo en 1975 para dirigir una adaptación de una historia de Henry James, L'Auteur de Beltraffio, para la televisión francesa, un proyecto en el que él acabó recalando por su victoria en un cara o cruz contra su hermano. Después del considerable éxito de algunos directores de anuncios británicos Hugh Hudson, Alan Parker, Adrian Lyne y su hermano mayor en los últimos años de los 70 y de principios de los 1980, Scott también empieza a recibir ofertas de Hollywood cuando la tragedia ocurre. En 1980, su hermano mayor Frank muere de cáncer.

### Años 1980
Afligido, sin embargo, Scott persistiría en intentar lanzar su carrera en el cine. Entre los proyectos que le interesaban estaba la adaptación de la novela de Anne Rice Entrevista con el vampiro, que entonces se encontraba en desarrollo. La MGM, sin embargo, tenía su propia historia de vampiros que ellos querían que Scott dirigiera:  después de no poder convencer a la compañía de dejar su proyecto y tomar en su lugar el de Entrevista con el vampiro, Scott de todos modos decidió aceptar el proyecto de la MGM, y usar en él todos los conceptos visuales de diseño que había desarrollado para Entrevista con el vampiro. En 1982, Scott empezó la producción de El ansia.
Un esfuerzo sensual, modesto y tímidamente "artístico", El ansia está protagonizada por David Bowie y Catherine Deneuve como vampiros de la sociedad elegante de Manhattan, que buscan desesperadamente una remedio científico para frenar el rápido envejecimiento de Bowie. Con su bella y deslumbrante fotografía y un suntuoso diseño de producción, El ansia destacó entre el resto de películas estrenadas en 1983. Como era de esperar, la película fue un fracaso tanto de público como de crítica. Sin embargo, posteriormente, la película obtuvo cierto estatus como película de culto; tras mucho tiempo sin ofertas en Hollywood, en los siguientes dos años y medio, Scott regresó a los anuncios hasta su siguiente rodaje de una película de éxito.
La ocasión fue una oferta de los productores Don Simpson y Jerry Bruckheimer para dirigir una película llamada Top Gun. Entre los pocos admiradores de El ansia durante su estreno inicial, Simpson y Bruckheimer habían acordado escoger a Scott en gran parte debido a un anuncio que había hecho para la marca sueca de coches Saab a principios de los años 1980: en el spot, un Saab 900 Turbo compite con un caza de combate. Sintiendo que ellos habían encontrado a su hombre, ofrecieron el proyecto a Scott. Él, sin embargo, estuvo inicialmente reacio.
"Yo seguía hablando sobre ella en términos de películas como Apocalypse Now o Mad Max 2: El guerrero de la carretera, lo que les hizo llevarse las manos a la cabeza. Viniendo de un entorno artístico, mi sensibilidad tendía a ser un poco oscura. Yo seguía pensando en términos de Apocalypse Now en una carrera de aviones. Ellos (Simpson y Bruckheimer) seguían diciendo, 'No, no, no.' Entonces, un día, caí en la cuenta. Entendí lo que ellos buscaban. No era Apocalipsis Now, era aviones plateados compitiendo contra el brillante cielo azul. Era rock and roll en el cielo". Los instintos de Simpson y Bruckheimer demostraron ser correctos. El talento visual de Scott ayudó a hacer de Top Gun una de las películas más taquilleras de 1986, con más de 176 millones de dólares, y a hacer una estrella de su joven protagonista, Tom Cruise.
Siguiendo al éxito de Top Gun, Scott se encontraba en la lista de los principales directores de acción de Hollywood. Reencontrándose  con Simpson y Bruckheimer en 1987, Scott dirigió a Eddie Murphy en la muy anticipada secuela Superdetective en Hollywood II. Un fracaso de crítica, la película se convirtió sin embargo en una de las más taquilleras del año. Su siguiente película, Venganza (Revenge), fue un cambio de registro para el director. Protagonizada por Kevin Costner y Madeleine Stowe, la película es un escabroso y brutal thriller de adulterio y (previsible) venganza situado en México. La producción, sin embargo, no fue agradable para Scott, en tanto que la película le fue quitada de las manos en posproducción, y remontada a instancias del productor Ray Stark. La película fue un fracaso de crítica y también de público, aunque, como en el caso de El ansia, su reputación empezó a mejorar a medida que los años pasaban.

### Años 1990
En 1990, Scott retornó al redil de Simpson-Bruckheimer para encabezar la gran producción sobre coches de carreras Días de trueno. Una vez más dirigiendo a Tom Cruise en una aventura de un talentoso pero temerario joven que debe dominar sus emociones así como a su máquina, las similitudes con Top Gun no pasaron desapercibidas. A diferencia de su predecesora, la película fue una decepción en taquilla cuando fue estrenada en el verano de 1990.
La siguiente película de Scott, El último boy scout, funcionó algo mejor, su adusto y calmado tono (con unos marcados matices de misoginia) y la dura violencia probaron ser demasiado para los espectadores vacacionales en el momento de su estreno en diciembre de 1991. Fue, sin embargo, un modesto éxito comercial, particularmente en comparación con la anterior producción de su protagonista Bruce Willis, El gran halcón.
Sintiendo que quizá había sido encasillado como un director de películas de alta tecnología y acción, Scott volvió su atención a producciones de mucho menor tamaño, manteniendo su talento técnico y visual a la altura del resto de sus películas. A través de una entrevista arreglada por un antiguo empleado, Scott fue presentado a un brillante y extremadamente entusiasta empleado de video-club convertido en un pujante director con el nombre de Quentin Tarantino. Tarantino le ofrece muestras de su trabajo para que las lea, entre ellas los guiones de Reservoir Dogs y Amor a quemarropa. Scott le dice a Tarantino que le encantaría realizar ambas. Tarantino, sin embargo, mostró una remarcable tenacidad para un director que no había todavía finalizado una película, y amablemente le respondió a Scott que él no podría tener los derechos de Reservoir Dogs, ya que Tarantino preveía dirigir está él mismo. Scott pudo, sin embargo, realizar Amor a quemarropa.
Hecha por 13 millones de dólares en 1993, una fracción de lo que habían costado sus cuatro películas anteriores, Amor a quemarropa una audaz y exuberante variación de la temática de Bonnie y Clyde. Disponiendo de un reparto de primera fila que incluía a Christian Slater, Dennis Hopper, Christopher Walken, Gary Oldman, Brad Pitt, Tom Sizemore, Chris Penn, Val Kilmer y, en pequeños papeles, James Gandolfini y Samuel L. Jackson, Amor a quemarropa fue la película que ayudó a cambiar la percepción sobre Scott, de ser un  director "de encargo" bien pagado de Hollywood, a ser un autor de acción muy habilidoso. Aunque la respuesta a la película fue inicialmente indiferente, como la mayor parte del trabajo de Scott, ésta pronto desarrolló un fuerte culto. Y mientras que la mayoría de la cobertura de la prensa se centró en su guionista estrella, cada escena de Amor a quemarropa supone un desafío tanto para Tony Scott como para Quentin Tarantino. El propio Tarantino era un auto-confesado "gran fan de Tony Scott", y estuvo enormemente complacido con el producto final, incluso accedió a grabar una pista de comentarios para la edición especial en DVD de la película.
La siguiente película de Scott lo devolvió nuevamente a la asociación Simpson-Bruckheimer para un thriller de gran presupuesto, pero al contrario que en sus colaboraciones anteriores, esta mostraba un renovado interés en fuertes caracterizaciones. Marea roja, thriller de submarinos protagonizado por Gene Hackman y Denzel Washington, fue un éxito de recaudación en 1995 y confirmó el estatus como un director de primera fila, capaz de manejar talento interpretativo de alto nivel. Su siguiente película, The Fan, contenía un reparto igualmente fuerte (Robert De Niro, Wesley Snipes, Ellen Barkin, Benicio del Toro, etc.), pero fue quizá el punto más bajo de la filmografía de Scott, una película que ni complació a la crítica ni a los espectadores, y al contrario que El ansia, no parece que vaya a ser redescubierta en poco tiempo. Scott volvió en 1998 con Enemigo público, thriller paranoico protagonizado por Will Smith y Gene Hackman. Apareciendo como una versión cargada de anfetaminas de La Conversación (1974) de Francis Ford Coppola, el thriller de alta tecnología de Scott fue bien recibido tanto por la crítica como por la audiencia.

### Años 2000
Sus siguientes películas, Spy Game: Juego de espías (2001) y Déjà Vu (2006) , aunque adicionales demostraciones de sus habilidades técnicas, las realiza a expensas de sus habilidades de narración.
A excepción de Hombre en llamas (2004) quizá su mejor película por su soberbia estructura narrativa dividida en dos partes. 
La influencia del trabajo de Scott en una entera generación de directores de anuncios y videos musicales pueden encontrarse en las películas de Michael Bay y Antoine Fuqua, entre otros.
También dirigió la película Domino, basada en la vida de la cazarrecompensas Domino Harvey.
Luego rodo Hombre en llamas, o El fuego de la venganza con Denzel Washington, en esta el virtuosismo técnico de Tony Scott está fuera de toda duda. Aquí le saca todo el partido posible a su cámara y a su modo de rodar visualmente impactante y realista, tremendamente atractivo, con un uso también intenso de los recursos técnicos –ralentización, colores, angulaciones, transiciones trepidantes– de los que ya hizo gala en Spy Game (2001), su anterior película.
En 2006, Scott volvió a reunirse con Denzel Washington para la película de acción futurista Déjà Vu. Su desempeño fue sólido, si no espectacular, tanto con sus colegas, su público y con los críticos. Para esta película, Scott utilizó un estilo más tradicional de dirección de lo que había en la frenética Domino. 
Luego, junto con su hermano de Ridley Scott, coproduce la serie de televisión Numb3rs. 
Tony Scott dirigió el primer episodio de la cuarta temporada. 
Scott una vez más se asoció con Denzel Washington con quien tuvo una gran conexión, en Asalto al tren Pelham 123 también protagonizada por John Travolta y estrenada en los cines el 12 de junio de 2009. La película fue un remake de la original de 1974 del mismo título, protagonizada por Walter Matthau y Robert Shaw. 
2009 también vio el comienzo de The Good Wife, una serie dramática jurídica a la que Tony y su hermano contribuyeron, como dos de los productores ejecutivos. Los hermanos Scott también produjeron la adaptación cinematográfica de El equipo A. Su siguiente película, Imparable de nuevo protagonizada por Washington (con Chris Pine) se estrenó en noviembre de 2010.

## Estilo de dirección
Katey Rich de Cinema Blend escribió que Scott tenía una "marca registrada de su estilo de cámara frenética, de la que Scott habló en junio de 2009, en referencia a The Taking of Pelham 123:
Se trata de energía y se trata de impulso, y creo que la película es muy emocionante, no es una cosa individual. La verdadera emoción proviene de los actores —que le da el verdadero drama — y lo que pueda hacer con la cámara, eso es hielo en el pastel.  Quería que la película te agarrara. Yo uso para cámaras y tal vez hago tres tomas —así que a los actores les encanta. Tal vez la muevo más de lo que debería, pero esa es la naturaleza de mi forma de ser.
Scott también habló de su carrera en general:
Lo que siempre me lleva en términos de mis películas son los personajes.[Le digo a mi equipo de producción] "Vayan al mundo real, casteén a estas personas en el mundo real, y encuentrenme modelos a seguir para mis escritores". Entonces hago ingeniería inversa. No cambio la estructura del guion, pero uso mi investigación. Ese siempre ha sido mi mantra, y eso es lo que me emociona, porque llego a educar y entretenerme en términos de mundos que nunca podría tocar normalmente, aparte del hecho de que soy un director. [...] Si miras mi cuerpo de trabajo, siempre hay un lado oscuro a mis personajes. Siempre tienen un esqueleto en el armario, siempre tienen un subtexto. Me gusta eso. Ya se trate de Bruce Willis en Last Boy Scout o Denzel Washington en The Taking of Pelham 123. Creo que el miedo, y hay dos maneras de ver el miedo. Lo más espantoso que hago en mi vida es levantarme y rodar películas. Comerciales, películas, todas las mañanas estoy de pie con una hora o dos horas de sueño, antes de que se apague el despertador. Eso es bueno. Ese miedo me motiva, y lo disfruto. Soy perverso de esa manera. Hago otras cosas. He escalado la roca toda mi vida. Cada vez que termino una película, hago subidas de varios días, voy a colgarme de una pared en Yosemite. Ese miedo es tangible. Eso es blanco y negro. Puedo sostener ésta o aquella. El otro miedo es intangible, es muy abstracto, y eso es más aterrador.
Manohla Dargis de The New York Times escribió que Scott fue "uno de los directores de cine más influyentes de los últimos 25 años, si también es uno de los más consistentemente y egregiosamente menospreciados por los críticos " y lo llamó "[uno] de los futuristas del pop del blockbuster contemporáneo". Ella sentía que "aquí había mucho sobre su trabajo, que era problemático y a veces ofensivo, sin embargo, podría tener pop, vigor, belleza y una calidad de cine casi pura. Estos fueron, más que nada, películas de alguien que quería atraerte y no dejarte ir ".
Owen Gleiberman de Entertainment Weekly escribió que "los argumentos propulsores, a veces limítrofes y absurdos de las popcorn-thriller; la edición a trozos y los dados e imágenes que de alguna manera lograron resplandecer con arena; la violencia de la bola de fuego, a menudo vislumbrados en tiros telephoto smeary-techno; la forma en que tenía de hacer que los actores parecían volátiles y dinámicos y al mismo tiempo carente de casi cualquier subtexto" eran cualidades de las películas de Scott que tanto "entusiasmó al público por su trabajo" y "lo mantuvo encerrado fuera de las puertas de la respetabilidad crítica".

## Vida personal
Scott se casó tres veces. Su primer matrimonio fue con la ganadora del premio BAFTA, la diseñadora de producción de televisión Gerry Boldy (1944–2007) en 1967. Ambos se divorciaron en 1974. Su segundo matrimonio fue en 1986 con la ejecutiva de publicidad Glynis Sanders. Se divorciaron un año más tarde cuando su relación con Brigitte Nielsen (casada con Sylvester Stallone en ese momento), a quien conoció en el set de  Beverly Hills Cop II, se hizo pública. Posteriormente conoció a Donna Wilson, actriz de cine y televisión, quien era 24 años menor que él, en el set de Days of Thunder en 1990; se casaron en 1994 y ella dio a luz a sus hijos gemelos, Frank y Max, en 2000.

## Muerte

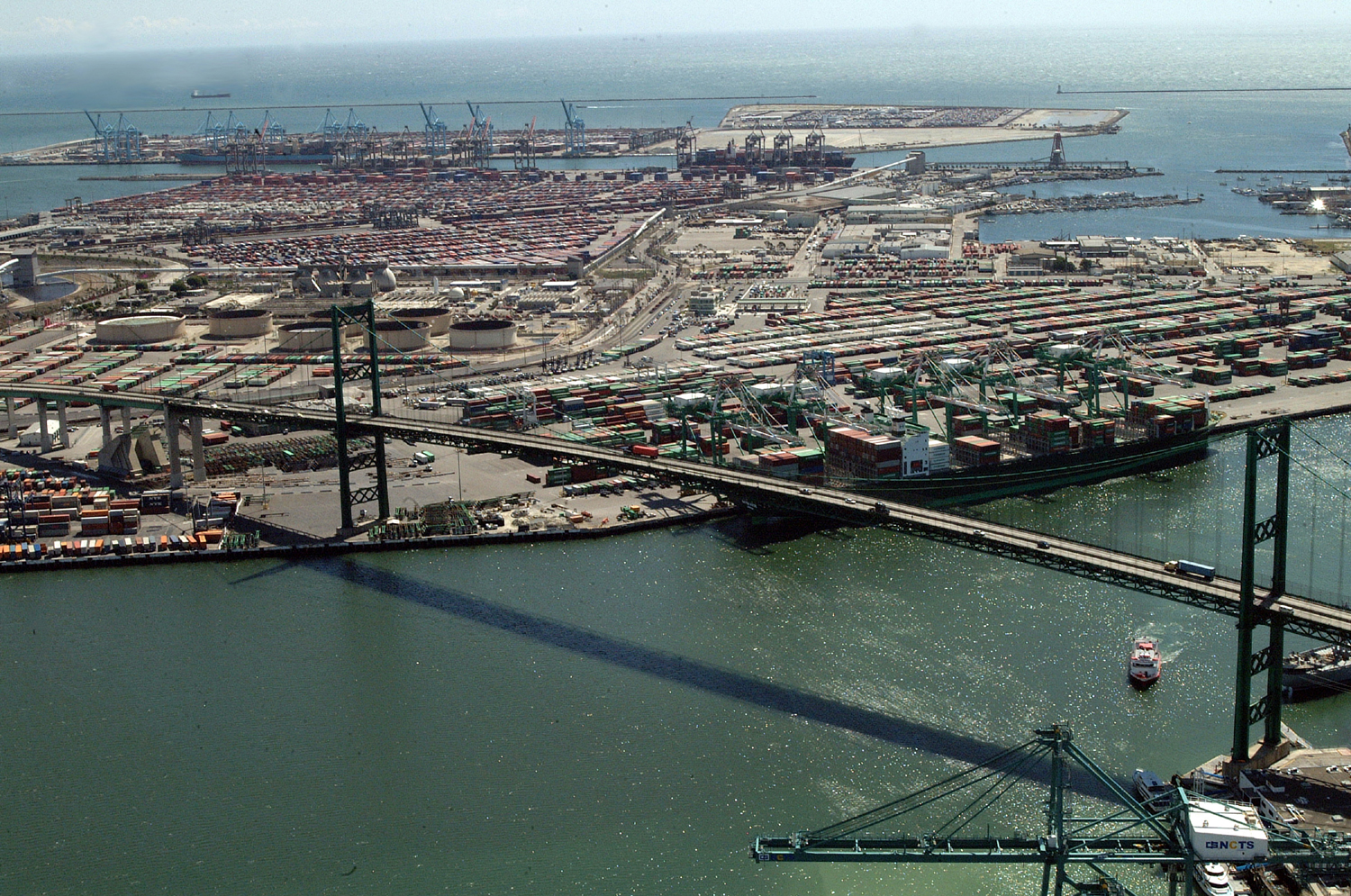
Tony Scott saltó desde el puente Vincent Thomas (foto arriba en 2003) el 19 de agosto de 2012.

El 19 de agosto de 2012, aproximadamente a las 12:30 PM, Scott se suicidó saltando desde el puente Vincent Thomas en el Puerto de San Pedro del distrito de Los Ángeles, California. Los investigadores de la policía del Puerto de Los Ángeles encontraron información de contacto en una nota dejada en su automóvil, estacionado en el puente, y una nota en su oficina para su familia. Algunos testigos dijeron que no dudó antes de saltar, pero otro dijo que parecía nervioso antes de subir una valla, vacilando durante dos segundos y saltando al agua junto a un barco de excursión. Su cuerpo fue recuperado del agua por la policía del Puerto de Los Ángeles. El 22 de agosto, el forense portavoz del condado, Ed Winters, dijo que en las dos notas que Scott dejó, no hizo mención de problemas de salud, pero ni la policía ni la familia revelaron el contenido de esas notas.
El 22 de octubre de 2012, la oficina forense del condado de Los Ángeles, anunció que la causa de la muerte fueron "heridas múltiples con objetos contundentes", con sólo niveles terapéuticos de mirtazapina y eszopiclona en su sistema en el momento de la muerte oficial, ambos fármacos conocidos por causar pensamientos suicidas e ideación. El forense también confirmó que Scott "no tenía serias condiciones médicas subyacentes" y no sufría de cáncer.
En una entrevista de noviembre de 2014 con Variety, su hermano Ridley Scott describió la muerte de su hermano como "inexplicable", contradice al funcionario del forense diciendo que Tony había estado "luchando una larga batalla contra el cáncer - un diagnóstico que la familia decidió mantener privado durante sus tratamientos e inmediatamente después de su muerte".

## Funeral y legado
Un comunicado de prensa de la familia el 22 de agosto de 2012, declaró que "la familia anunciará planes después del Día del Trabajo para una reunión para celebrar la vida y la obra de Tony Scott. Los detalles estarán disponibles una vez formalizados". La familia anunció que habían establecido un fondo de becas en el American Film Institute en nombre de Scott, afirmando: "la familia pide que en lugar de flores, se hagan donaciones al fondo para ayudar a estimular y comprometer a futuras generaciones de cineastas". Fue incinerado y sus cenizas fueron enterradas en Hollywood Forever Cemetery el 24 de agosto en Los Ángeles. Posteriormente se informó que había dejado su patrimonio a su confianza familiar.
Sobreviven su esposa, Donna Wilson Scott, sus hijos gemelos y su hermano, el director de cine Ridley Scott. Muchos actores le rindieron homenaje, entre ellos Tom Cruise, Christian Slater, Val Kilmer, Eddie Murphy, Denzel Washington, Gene Hackman, Elijah Wood, Dane Cook, Dwayne Johnson, Stephen Fry, Peter Fonda y Keira Knightley, así como sus colaboradores musicales Hybrid. Cruise declaró, "fue un visionario creativo cuya marca en el cine es inconmensurable". Denzel Washington, el colaborador más frecuente de Scott, dijo: "Tony Scott fue un gran director, un amigo genuino y es insondable pensar que ahora se ha ido". El presidente de Directors UK, Charles Sturridge, comentó: "Tony Scott fue un brillante director británico con una extraordinaria capacidad para crear energía en pantalla, tanto en la acción como en la creación de personajes.
El primer episodio de Coma y el primer episodio de la temporada 4 de The Good Wife fue dedicado a su memoria, la película Top Gun: Maverick estrenada en 2022 esta dedicada en su memoria además la canción original nominada al Oscar de la banda sonora “Hold my Hand” escrita e interpretada por Lady Gaga fue presentada en vivo en la premiación del año 2023 donde rinde homenaje al mismo recibiendo la ovación del público conmovido. Las películas de su hermano Ridley, The Counselor y Exodus: Gods and Kings también fueron dedicados en memoria suya. Ridley también rindió homenaje a Tony en los Globos de Oro de 2016, después de que su película, The Martian, ganara en la categoría de  Mejor Película - Musical o Comedia.

## Filmografía

### Películas
- El ansia (1983)
- Top Gun (1986)
- Beverly Hills Cop II (1987)
- Revenge (1990)
- Days of Thunder (1990)
- El último boy scout (1991)
- True Romance (1993)
- Marea roja (1995)
- The Fan (1996)
- Enemigo público (1998)
- Spy Game (2001)
- Man on Fire (2004)
- Domino (2005)
- Déjà Vu (2006)
- The Taking of Pelham 123 (2009)
- Unstoppable (2010)
- Stoker (2013) (productor)

### Televisión
- The Hunger (un episodio en 1997 y uno en 1999)
- Numb3rs, productor ejecutivo (2009 - 2010)
- The Good Wife, productor ejecutivo (2009 - 2012)
- Gettysburg, productor ejecutivo (2011)
- Labyrinth, productor ejecutivo (2012)

### Cortometrajes
- Loving Memory (1969)
- One of the Missing (1971)
- The Hire: Beat the Devil (2002)
- Agent Orange (2004)

### Videos musicales
- "Danger Zone" – Kenny Loggins (1986)
- "One More Try" – George Michael (1988)

### Comerciales
- DIM Underwear (1979)
- Player, Achievements y Big Bang para Barclays Bank (2000)
- Telecom Italia (2000) (protagonizado por Marlon Brando y Woody Allen)
- Ice Soldier para el ejército de EE. UU. (2002)
- One Man, One Land para Marlboro (2003)